# Refugee (album)
Refugee is het enige studioalbum dat de gelijknamige band uitbracht. De band samengesteld uit twee exleden van The Nice en de Zwitser Moraz mochten van Charisma Records het album opnemen in de Island Studios, Notting Hill, Londen. Voordat de band de geluidsstudio introk gaf ze een aantal concerten; ook na het uitbrengen van het album volgden er een paar. Echter in augustus 1974 stapte Moraz over naar Yes en hield Refugee op te bestaan. Allmusic constateerde in terugblijk dat Refugee verder ging op het pad van The Nice, maar dat met een jazzier inslag nooit zou vervolmaken.
In 2006 werd het album uitgegeven op compact disc door het retroplatenlabel Voiceprint Records. In 2019 volgde een heruitgave met twee extra cd’s met live-uitvoeringen via eveneens een retroplatenlabel Esoteric Recordings. Het boekwerkje werd toen verzorgd door Martyn Hanson, schrijver over The Nice en Yes. 

## Musici
- Patrick Moraz – toetsinstrumenten waaronder minimoog en mellotron, alpenhoorn
- Lee Jackson – basgitaar, cello, akoestische en elektrisch gitaar, zang
- Brian Davison – drumstel, percussie

## Muziek
Alle muziek en teksten geschreven door Jackson en Moraz, behalve waar aangegeven.

| Nr. | Titel | Duur  |
| --- | --- | ----- |
| 1.  | Papillon (instrumental) | 5:10  |
| 2.  | Someday | 5:03  |
| 3.  | Grand Canyon suite (I:The source, II: Theme for the canyon, III:The journey, IV:The rapids, V: The might Colorado)                                                                        | 16:54 |
| 4.  | Gatecrasher | 1:03  |
| 5.  | Ritt Mickley (instrumental) | 5:57  |
| 6.  | Credo (I: Prelude, II: I believe (part 1), III: Credo theme, IV: Credo toccato and song (The lost song), V: Agitato, VI: I believe (part 2), VII: Variation, VIII: Main theme and finale) | 18:08 |

| Nr. | Titel                  | Duur |
| --- | ---------------------- | ---- |
| 1.  | Ritt Mickley           |      |
| 2.  | Someday                |      |
| 3.  | The Grand Canyon suite |      |

| Nr. | Titel                                    | Duur |
| --- | ---------------------------------------- | ---- |
| 1.  | Outro Ritt Mickley                       |      |
| 2.  | One left handed Peter Pan                |      |
| 3.  | The diamond hard blue apples of the moon |      |
| 4.  | Someday                                  |      |
| 5.  | Papillon                                 |      |
| 6.  | She belongs to me                        |      |
| 7.  | The Grand Canyon suite                   |      |
| 8.  | Refugee jam                              |      |

De titel Ritt Mickley kwam tot stand nadat Moraz het opgenomene becommentarieerde met zijn zwaar Zwitsers accent: Rhythmically. The diamond is een cover van het gelijknamige nummer van Tne Nice. She belongs to me is een cover van Bob Dylan. Jean Ristori is co-auteur van The lost song. CD3 werd in 2007 als los album uitgegeven. 